# Copperman
Copperman è un film del 2019 diretto da Eros Puglielli.

## Trama
Anselmo è un bambino autistico, e passa molto tempo con la sua amica Titti. Si giurano amore eterno, ma il padre di Titti, ostile ad Anselmo, viene incarcerato e gli assistenti sociali portano Titti lontano dal paese.
Anselmo, ormai uomo, continua a guardare il mondo con gli occhi di un bambino ed è ancora affascinato dai supereroi, tanto che crede ancora che il padre lo abbia abbandonato per andare a salvare il mondo. Ogni notte combatte il crimine del suo paesino con l'identità di Copperman (in inglese uomo di rame), grazie a Silvano, il fabbro del paese che gli ha confezionato un'armatura. Ma ecco che Titti ritorna...

## Promozione
Il primo trailer del film viene diffuso il 6 dicembre 2018.

## Distribuzione
L'anteprima del film si è svolta al cinema Massimo di Torino il 4 febbraio. La pellicola è stata distribuita nelle sale cinematografiche italiane a partire dal 7 febbraio 2019.